# Kieth Merrill
Kieth Merrill (* 22. Mai 1940 in Farmington) ist ein US-amerikanischer Drehbuchautor, Filmregisseur und Filmproduzent.

## Leben
Merrill aus Utah absolvierte die Brigham Young University und war danach als Missionar der Kirche Jesu Christi der Heiligen der Letzten Tage in Dänemark tätig. Gleich für seinen ersten Film, die Dokumentation The Great American Cowboy, bei der er sowohl als Regisseur als auch Produzent wirkte und für die er Joel McCrea als Erzähler gewinnen konnte, erhielt er 1974 den Oscar in der Kategorie „Bester Dokumentarfilm“. 
1993 war Merrill für die zweiteilige Dokumentar-Miniserie The Wild West für den Emmy nominiert. Eine weitere Oscar-Nominierung erhielt er für den Kurzfilm Amazon mit Linda Hunt als Erzählerin. Merrill ist Mitglied der Academy of Motion Picture Arts and Sciences und der Directors Guild of America. Er ist verheiratet und hat acht Kinder. und 39 Enkelkinder.
Merrill ist Mormone.
Merrill befürwortet die Pro-Life-Bewegung.

## Filmografie (Auswahl)
- 1974: The Great American Cowboy
- 1974: Goin’ Down the Road
- 1977: Indian
- 1979: Take Down
- 1980: Windwalker – Das Vermächtnis des Indianers  (Windwalker)
- 1981: Harrys ganz privater Krieg (Harry’s War)
- 1988: Alamo: The Price of Freedom
- 1991: Polynesian Odyssey
- 1995: Ozarks: Legacy & Legend
- 1995: Valencia, Spain
- 1997: Amazon
- 1999: Olympic Glory
- 2005: Einsatz auf vier Pfoten – Ein Weihnachtsmärchen (The 12 Dogs of Christmas)
- 2009: Broken Hill
- 2012: Einsatz auf vier Pfoten 2 – Das Weihnachtsmärchen geht weiter (12 Dogs of Christmas II)

## Auszeichnungen
- 1974: Oscar in der Kategorie „Bester Dokumentarfilm“ für The Great American Cowboy
- 1993: Emmy-Nominierung in der Kategorie „Outstanding Informational Series“ für The Wild West
- 1998: Oscar-Nominierung in der Kategorie „Bester Dokumentar-Kurzfilm“ für Amazon